# Мендиг
Мендиг (нем. Mendig) — город в Германии, в земле Рейнланд-Пфальц. 
Входит в состав района Майен-Кобленц. Подчиняется управлению Мендиг.  Население составляет 8496 человек (на 31 декабря 2010 года). Занимает площадь 23,78 км². Официальный код  —  07 1 37 069.